# Polystichum subulatum
Polystichum subulatum är en träjonväxtart som beskrevs av Ren-Chang Ching och L.B. Zhang. Polystichum subulatum ingår i släktet Polystichum och familjen Dryopteridaceae. Inga underarter finns listade.